# Loray
Loray ist eine französische Gemeinde mit 636 Einwohnern (Stand: 1. Januar 2022) im Département Doubs in der Region Bourgogne-Franche-Comté.

## Geographie
Loray liegt auf 742 m über dem Meeresspiegel, zwölf Kilometer östlich von Valdahon und etwa 37 Kilometer ostsüdöstlich der Stadt Besançon (Luftlinie). Das Dorf erstreckt sich im Jura, an einem leicht nach Westen geneigten Hang am östlichen Rand des Beckens von Avoudrey, am Fuß der Roche Barchey. Das Gemeindegebiet gehört zum Regionalen Naturpark Doubs-Horloger.
Die Fläche des 14,39 km² großen Gemeindegebiets umfasst einen Abschnitt des französischen Juras. Der westliche Teil des Gebietes wird vom Becken von Avoudrey eingenommen, das eine Breite von ungefähr 4 km und eine Länge von fast 10 km aufweist und durchschnittlich auf 720 m liegt. Es ist überwiegend von Acker- und Wiesland bestanden. Das Plateau besitzt keine oberirdischen Fließgewässer, weil das Niederschlagswasser im verkarsteten Untergrund versickert. In das Becken eingetieft ist ein Trockental, das topographisch zum Einzugsgebiet der Reverotte (Zufluss des Dessoubre) gehört. Nördlich von Loray tieft sich diese Talmulde immer mehr in das Plateau ein und erreicht schließlich die Quelle der Reverotte. Diese fließt in einem bewaldeten und teilweise von Felsbändern gekennzeichneten Erosionstal nach Osten und bildet abschnittsweise die nördliche Gemeindegrenze.
Nach Osten erstreckt sich das Gemeindeareal auf den überwiegend bewaldeten Höhenrücken der Roche Barchay, auf dem mit 988 m die höchste Erhebung von Loray erreicht wird. Er bildet eine Antiklinale des Faltenjuras und ist gemäß der Streichrichtung des Gebirges in Südwest-Nordost-Richtung orientiert. Auch der Passübergang Col des Ages (787 m), eine Talfurche zwischen dem Roche Barchey und der Höhe des Bois de la Côte (931 m), gehört zur Gemeinde.
Zu Loray gehören der Weiler Les Ages-de-Loray (753 m) am Eingang in die Talfurche des Col des Ages und das Gehöft Martinvaux (595 m) im Tal der Reverotte. Nachbargemeinden von Loray sind Domprel und La Sommette im Norden, Plaimbois-Vennes und Vennes im Osten, Orchamps-Vennes im Süden sowie Flangebouche und Grandfontaine-sur-Creuse im Westen.

## Geschichte
Loray wurde vermutlich vor 1100 gegründet. Im Mittelalter bildete das Dorf ein Lehen der Herrschaft Vercel. Zusammen mit der Franche-Comté gelangte es mit dem Frieden von Nimwegen 1678 an Frankreich. Heute ist Loray Mitglied des Gemeindeverbandes Portes du Haut-Doubs.
Am 1. Januar 2009 erfolgte eine Änderung der Arrondissementszugehörigkeit der Gemeinde. Bislang zum Arrondissement Besançon gehörend, kamen alle Gemeinden des Kantons zum Arrondissement Pontarlier.

## Sehenswürdigkeiten

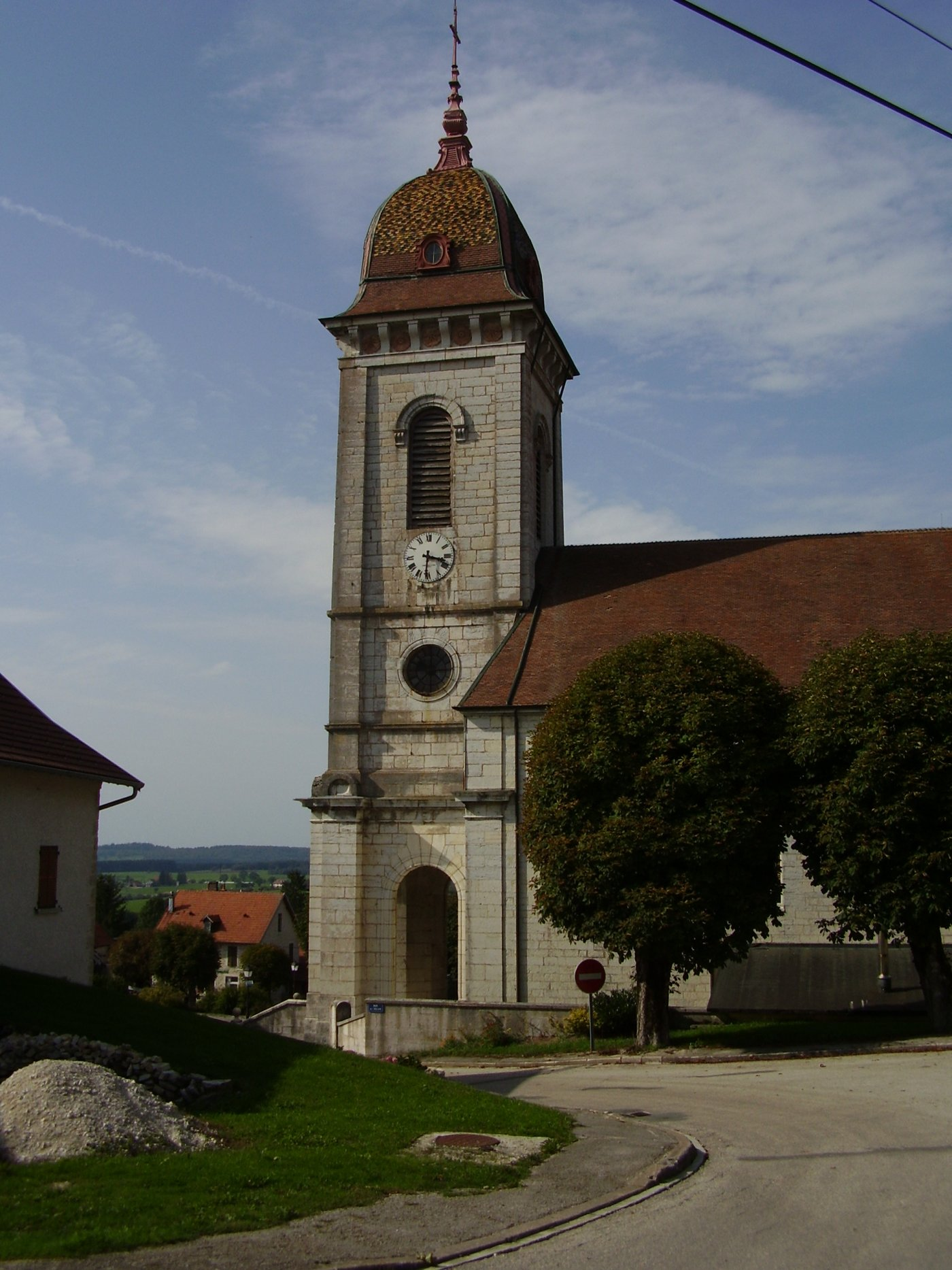
Kirche Saint-Michel

- Die Kirche Saint-Michel wurde 1837 an der Stelle eines früheren Gotteshauses erbaut. Sie besitzt ein eichenes Chorgestühl im Louis-XV-Stil.
- Bei der Kirche befindet sich ein skulptiertes Steinkreuz aus dem 12. Jahrhundert.
- Eine 400-jährige Linde.
- Waschhaus (Monument historique), erbaut 1851

## Bevölkerung
| Jahr                       | 1962 | 1968 | 1975 | 1982 | 1990 | 1999 | 2006 | 2016 |
| Einwohner                  | 368  | 356  | 305  | 365  | 372  | 404  | 435  | 498  |
| Quellen: Cassini und INSEE |      |      |      |      |      |      |      |      |

Mit 636 Einwohnern (1. Januar 2022) gehört Loray zu den kleinen Gemeinden des Départements Doubs. Nachdem die Einwohnerzahl in der ersten Hälfte des 20. Jahrhunderts markant abgenommen hatte (1896 wurden noch 552 Personen gezählt), wurde seit Mitte der 1970er Jahre wieder ein Bevölkerungswachstum verzeichnet.

## Wirtschaft und Infrastruktur
Loray war bis ins 20. Jahrhundert hinein ein vorwiegend durch die Landwirtschaft (Viehzucht und Milchwirtschaft, Ackerbau) geprägtes Dorf. Daneben gibt es heute verschiedene Betriebe des lokalen Kleingewerbes. Viele Erwerbstätige sind auch Wegpendler, die in den umliegenden größeren Ortschaften ihrer Arbeit nachgehen.
Die Ortschaft ist verkehrstechnisch gut erschlossen. Sie liegt nahe der Hauptstrasse D461, die von Besançon nach Morteau führt. Durch eine vierspurige Umfahrung sind Loray und Les Ages-de-Loray heute vom Durchgangsverkehr entlastet. Weitere Straßenverbindungen bestehen mit Flangebouche, Plaimbois-Vennes und Domprel.